# Šigeko Urjú
Šigeko Urjú (瓜生 繁子 Urjú Šigeko, 18. dubna 1862 Edo – 3. listopadu 1928 Tokio) byla japonská pedagožka, jedna z prvních Japonek, které studovaly na univerzitě, a jedna z prvních učitelek hry na klavír v Japonsku.

## Životopis

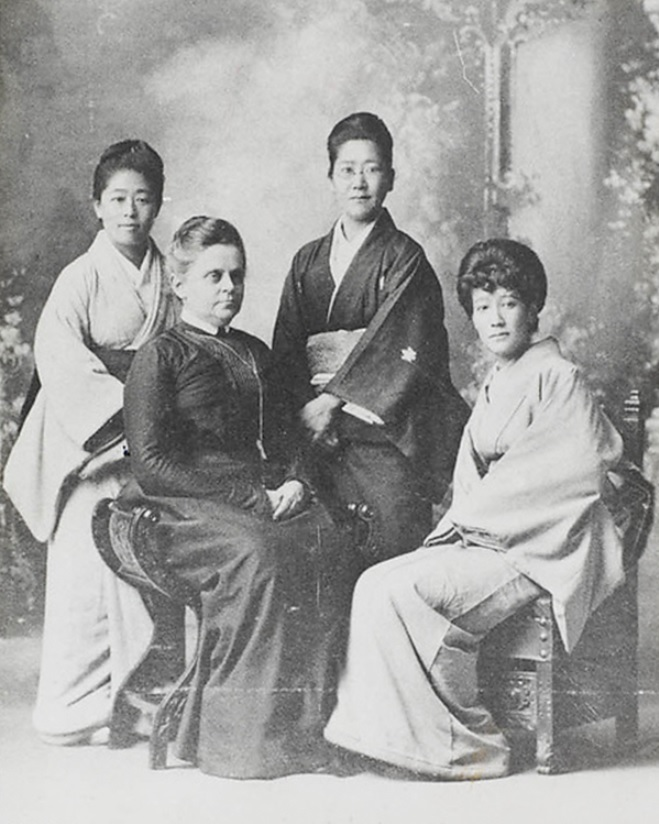
Zleva Umeko Cuda (1864–1929), Alice Bacon (1858–1918), Šigeko Urjú (1862–1928), Sutemacu Ójama (1860–1919)

Narodila se jako Šige Masuda (益田 しげ, Masuda Šige), 18. dubna 1862 v Edu, jako jedna ze čtyř dcer úředníka tokugawského šogunátu Takajošiho Masudy. Byla mladší sestrou Takašiho Masudy. Když jí bylo šest let, zažila bitvu o Ueno, která byla součástí Války Bošin, v níž její otec a bratr podporovali prohrávající stranu tokugawského šogunátu. Aby byla Šige v bezpečí od válečné vřavy, požádal její bratr Takaši svého přítele Gen'eie Nagai, doktora, který se spolu s dalšími vyhnanými členy šógunovy družiny stěhoval pryč z Tokia, aby vzal Šige sebou. Doktor, či jeho syn Kjútaró, Šige adoptoval, a tím se změnilo její jméno na Šige Nagai.
Po přestěhování Šige studovala tři roky ve vesnické chrámové škole, kde se učila číst a psát. V listopadu 1871, v necelých deseti letech, byla jednou z pěti japonských dívek, které byly poslány do Spojených států v rámci Iwakurovy mise V Americe se dostala do domácnosti Johna Stevense Cabota Abbotta. Ve státech vystudovala střední školu New Haven High School. Dne 19. září 1878 nastoupila na Univerzitu Vassar. Spolu se Sutemacu Ójamou, která se zapsala ke studiu ve stejném roce, byly prvními dvěma Japonkami, které začaly studovat na univerzitě. Šige na Vassaru studovala tři roky hudbu. Dne 22. července 1881 získala certifikát ze studia hudby.
Po návratu do Japonska v roce 1881 se provdala za Sotokičiho Urjú, s nímž se setkala ve Spojených státech. Sňatek byl uzavřen během křesťanského obřadu dne 1. prosince 1882. V Japonsku se blízce přátelila s dalšími navrátilými dívkami, kterými byly Umeko Cuda a Sutemacu Ójama. Říkaly si „Trio” a scházely se v jejím domě. Společně jako poameričtěné navrátilkyně čelily odcizení od japonské společnosti a jazykové bariéře.
Šigeko se stala jednou z prvních učitelek hry na klavír v Japonsku a jednou z učitelů-zakladatelů výuky západní hudby na Tokijské akademii hudby po jejím otevření v roce 1882. Pracovala také jako učitelka na Tokijské ženské normální škole.Její manžel Sotokiči Urjú se za své služby v japonském námořnictvu v letech 1894–1895 a 1904–1905 stal baronem, čímž se Šigeko stala baronkou.
Šigeko v roce 1909 navštívila Spojené státy, kde se zúčastnila slavnostního zahájení studia na Vassaru a promluvila o vzdělávání žen v Japonsku.
Zemřela 3. listopadu 1928.